# 藍圖

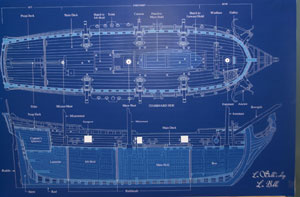
法國大帆船「La Belle」的現代藍圖。

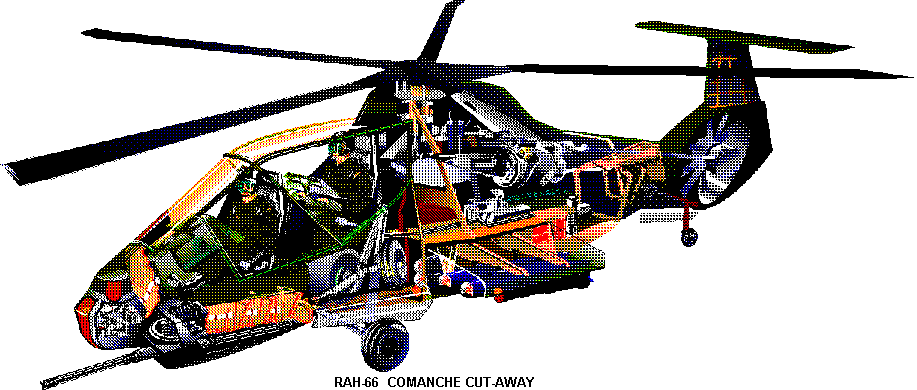
RAH-66的電腦立體藍圖

藍圖（英語：Blueprint），港澳地区又称“蓝本”或“蓝纸”，是約翰·赫歇爾爵士（英語：Sir John Herschel）於1842年發明的技术图纸或工程图纸的复制品。工程製圖的原图经过描图、晒图和薰图后生成的图纸是蓝色的，所以被称为“蓝图”。蓝图类似照相用的相紙，可以反复复制新图，而且易于保存，不会模糊，不会掉色，不易玷污。
在中文语境中，蓝图一詞通常引申为一种对未来的构想或计划。

## 蓝图工艺

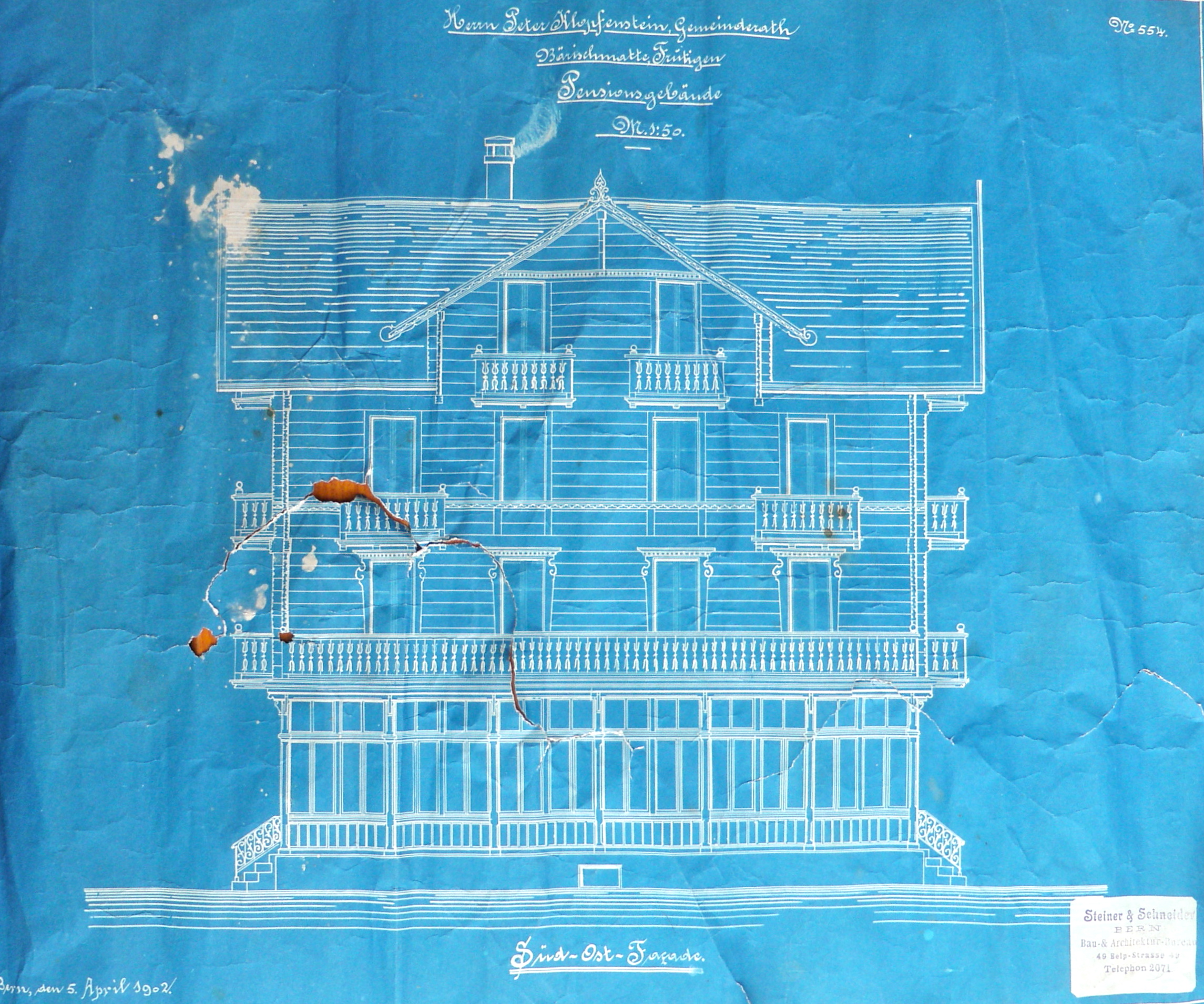
建筑图，1902年

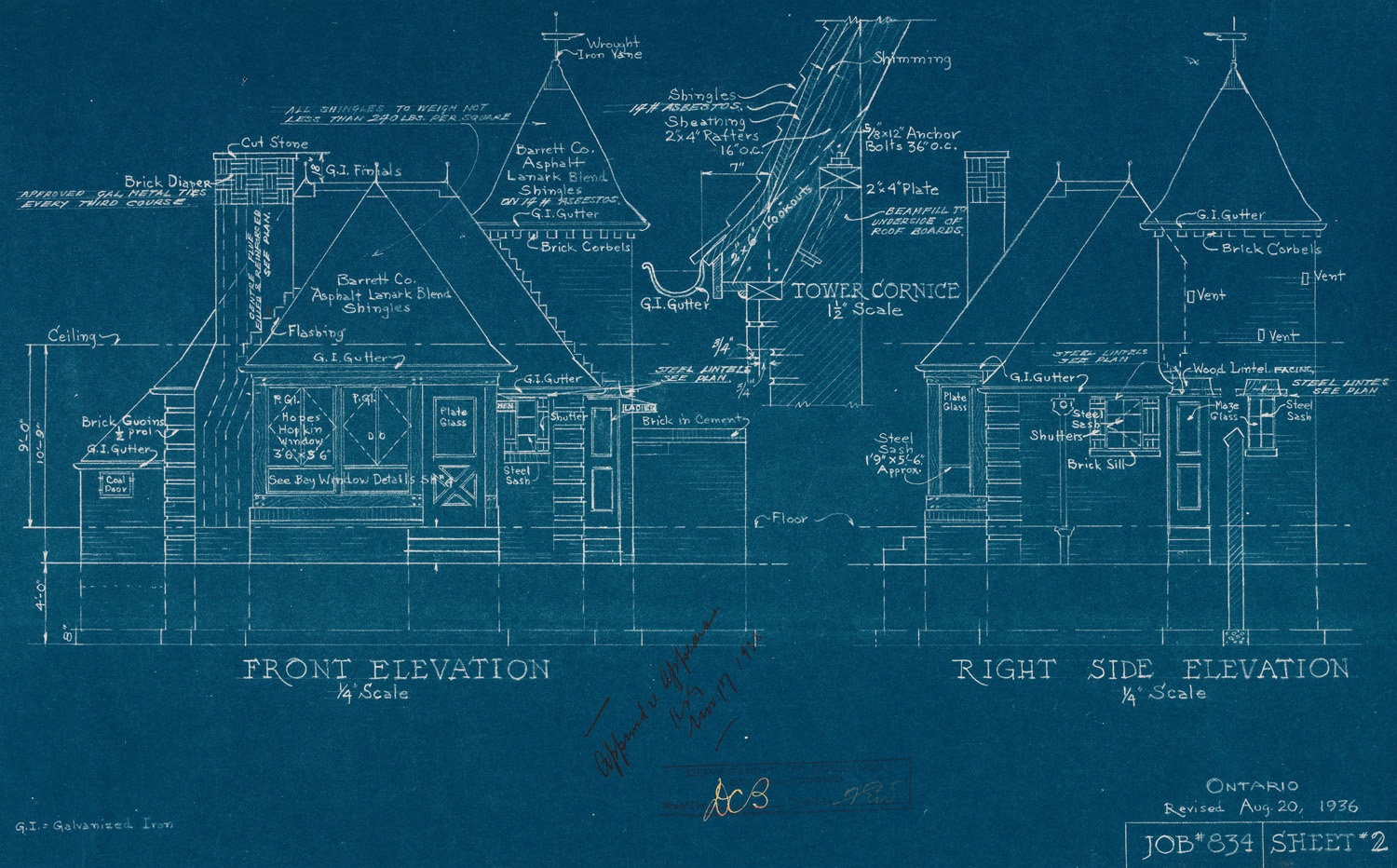
加拿大建筑图，1936年

蓝图工艺基于光敏的铁化合物。最著名的是使用柠檬酸铁铵和铁氰化钾（赤血盐）的工艺。用柠檬酸铁铵溶液浸渍纸并干燥。当光线照在纸张上时，光反应将三价的铁离子转变为二价的铁离子。然后用铁氰化钾溶液与二价铁形成不溶性的铁氰化物（普鲁士蓝或特兰贝尔蓝），将图像显影。然后将多余的柠檬酸铁铵和铁氰化钾洗掉。该工艺过程也称为氰型。
这是用于复制各种透光文件的简单工艺过程。工程师和建筑师在绘图纸上绘制设计图，然后将用墨汁描到描图纸上，以便在需要时进行复制。描好设计图和描图纸放在感光纸的顶部，将两张纸都放在日光曝光架（类似于相框）中夹在玻璃下。将曝光架置于日光下，在明亮的阳光下曝光一到两分钟，在阴霾的天空下大约需要十分钟才能完成曝光。当紫外线通过描图纸透射到感光纸上，光敏涂层会转换为稳定的蓝色或黑色染料。有墨汁阻挡紫外线的地方，涂层不会转换，并且保持可溶性。这时可以看到形成的图像。当看到很强的图像时，将框架放回室内以停止曝光过程。将未转化的涂层洗掉，然后将纸张干燥，就形成原始图像的副本，其中透明的背景区域呈现为深蓝色，而图像则复制为白线。
此工艺过程具有以下特点： 
- 图像稳定。
- 由于这是接触的工艺过程，因此不需要大视野光学系统
- 复制的文件与原始文件比例相同。
- 纸张在显影过程中浸在液体中，可能会发生较小的变形
- 深蓝色背景难以更改，因此可以保留；
  - 所使用的是经过审核的图纸。
  - 保留批准规格的记录。
  - 记录在纸上的变更历史。
  - 参考其他的图纸。

引入蓝图工艺排除了光刻复制或手工绘制原始图形的费用。到1890年代后期，美国建筑事务所的蓝图只占手工描图复制成本的十分之一。蓝图过程仍用于在纸张和织物上产生特殊的艺术和摄影效果。
各种基材已用于蓝图。纸是一种常见的选择。为了使印品更耐用，有时会使用亚麻布，但是时间一久，在亚麻布上的印迹有略微缩小的现象。为了解决这个问题，也改在仿皮纸上进行晒印，后来再在聚酯薄膜上进行晒印。

## 應用
藍圖主要運用在建築製圖上，由於以下優點使其多年來難以被取代：
- 穩定（雖然長年保存的藍圖可能有些微收縮的現象）。
- 白色的線條在黑藍色的圖紙上對比清晰。
- 透光，利於複印。
- 不易沾汙、掉色、破損。
- 價格相對低廉。
- 面積大，可放置大比例的圖面。
- 處理過的藍圖紙強度較高。一般紙張如欲達到同強度須使用較高磅數，使得時常須裝訂大量頁數成冊的藍圖本可以有相對較低的重量。

近年來由於電腦輔助設計的進步，顯示器和速度越來越快、成本越來越低廉印表機漸漸取代藍圖。雖然已有部分極端的建案整個過程不用一張紙，完全由顯示器完成，然而由於工程上使用藍圖的習慣，大部分建築師及相關人士還是視藍圖為傳統最重要的紀錄工具，使得藍圖在數位時代繼續保有一定的地位。
數位藍圖，又近年來因傳統藍晒紙製造的原料感光藥劑屬汙染產業，製造工廠與產量受限，衍生出以高速大尺寸印表機或繪圖機來直接輸出名為數位藍圖的產品，實際上仍以檔案列印輸出為本質。在現今政府機關可收以白紙列印的圖紙送件審核之下，以數位藍圖輸出的動作，意義不大。又另因數位藍圖的可變造性與傳統翻曬藍圖的高不可變造性之比較下，公家機關仍舊會較信任以傳統晒圖的送件與合約。